# ベルリン中央自動車駅

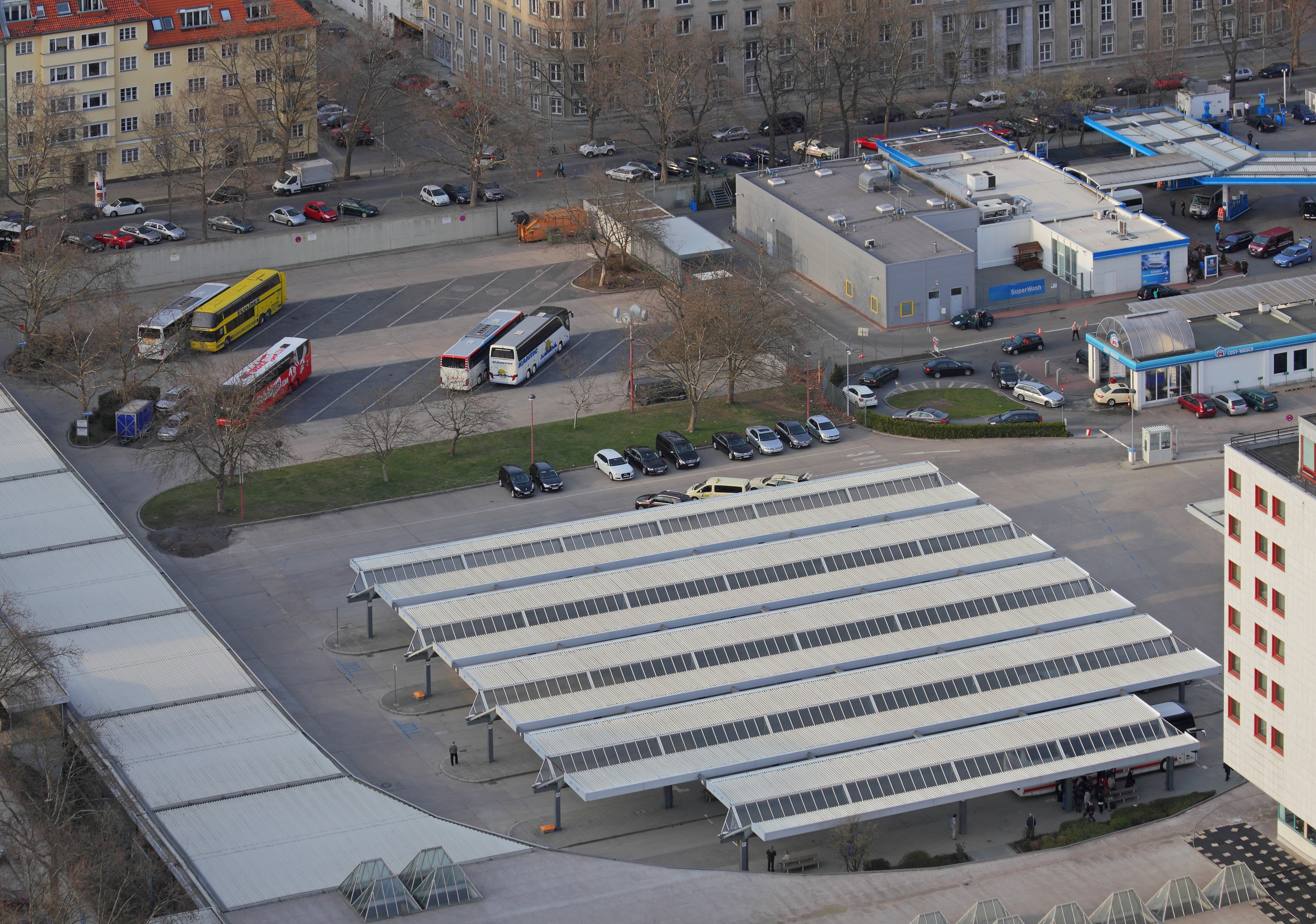
ラジオ塔からの俯瞰

ベルリン中央自動車駅 (ベルリンちゅうおうじどうしゃえき、独:Zentraler Omnibusbahnhof Berlin、略称:ZOBベルリン)はベルリンのシャルロッテンブルク＝ヴィルマースドルフ区ヴェストエントにある自動車駅である 。 一般にはベルリン中央バスターミナルとも訳される。グスタフ・セヴェリン (ベルリンバス自動車組合の創設者） が中心となり、1951年以降西ドイツ地区のバス駅であったシュツットガルト広場に代わる施設として1966年5月に開設された。
当駅は長距離バス専用で乗り入れるバス事業者数は35社の路線に及び、ZOBベルリンはドイツ国内の長距離バスの輸送システムにおいて重要な拠点の一つとなっている。

## 所在地

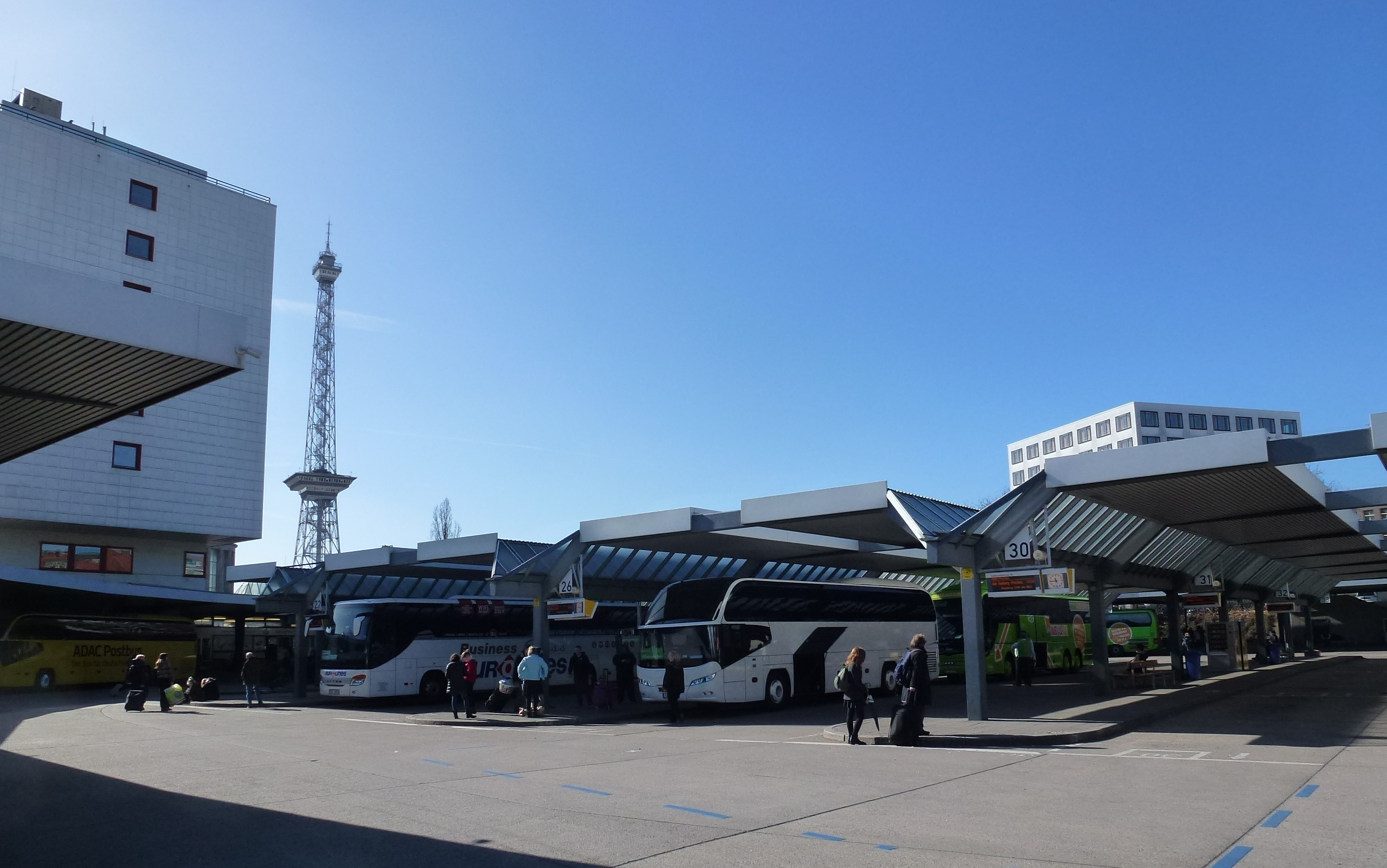
自動車駅とベルリン・ラジオ塔

当駅はベルリン市西部のシティウエストに位置し、近くをベルリン環状線やアウトバーン100号線が通る。Sバーンベルリン環状線のメッセ北/ICC駅 (S41/S42、S46線）から350m、Uバーン2号線のカイザーダム駅から300mの距離にある。 僅かながらBVGの市内路線バスも直接乗入をしている。
さらに至近距離を高速道路とAVUS (A 115)が通っており、 これにより他の大都市の様に時間のかかる中心市街地を通過しないで済むというのもバス事業者にとっては大きな魅力の一つとなっている。

## 運営
ラジオ塔そばにあるZOBは、2001年以降、BVGの100%子会社の国際自動車駅運営会社 (Internationale Omnibusbahnhof Betreibergesellschaft、略称:IOB)が運営している。
ただし出札窓口はZOB旅行代理店の名称でバイエルンエクスプレス&P・キューン・ベルリンの子会社のベルリン中央自動車駅会社が運営している。 また他の長距離バス会社のコンテナ改造出札窓口もあり、ハル・ライゼンやマイン長距離バス、ドイツポストバスがあるが、施設自体はIOBの運営である。

## 利用状況
2012年のZOBベルリンの乗降客は64,000人で乗降客以外の利用者はさらに3.2万人にのぼり、 その翌年には99,870人に増加した。2014年が約175,000人の乗降客と 、約9万人の利用者を記録し、2015年には208,200人に乗降客数が増加した。2019年の乗降客数は230,000人から344,000人の間と予想されている。
IOBによれば、55のバス会社がZOBを定期的に使用し、他の10社は不定期で使用している。 その路線はベルリンとヨーロッパ各都市間を結んでおり、ベルリンの地理的関係から東欧からの玄関口として重要な位置を占める。 また近隣に展示場があることからベルリン国際緑の週間 (IGW）、ベルリン国際ツーリズム・マーケット展 (ITB）、 国際ラジオ展覧会 （IFA）の際には特に混雑する。